# Французько-російські відносини

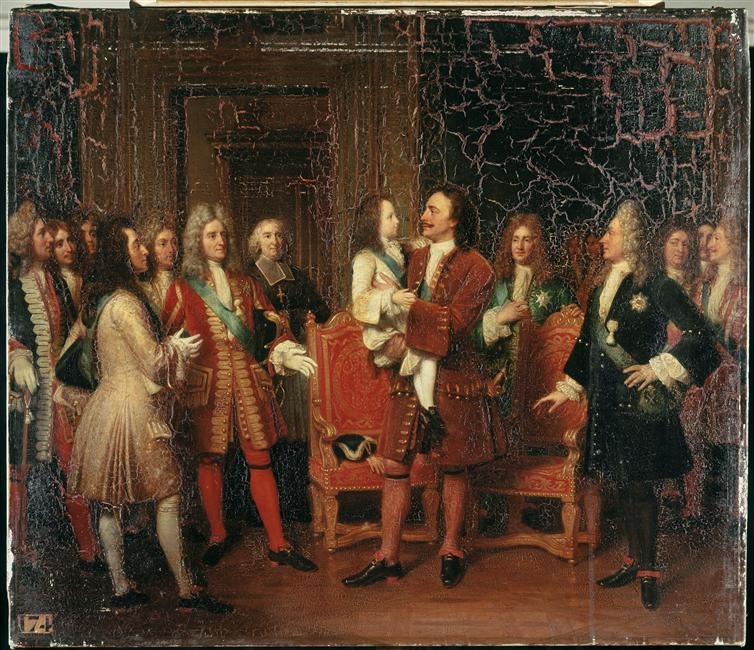
Московитський цар Петро I в 1717 відвідує молодого короля Людовика XV Франції

Французько-російські відносини — комплекс двосторонніх відносин між Францією та Росією . На ці відносини впливають політика окремих країн, міжнародні організації та об'єднання  та світова політика в цілому.
Згідно з опитуванням Pew Global Attitudes Project в 2017 році, 36 % — французів мають сприятливий погляд на Росію, 62 % — дотримуються несприятливої позиції. Опитування громадської думки 2018 року, опубліковане Російським центром дослідження громадської думки, показує, що 81 % росіян сприятливо сприймають Францію, 19 % — мають негативну думку.

## Історія відносин

### Від XV століття
В 1413 Великий Новгород і Псков відвідав фламандський лицар, політик і дипломат Жільбер де Лануа, що брав участь у війні Тевтонського Ордена з Польщею.
У 1518—1519 московський князь Василій III двічі намагався переправити листи королеві Франції Франциску І з метою підтримати його претензії на корону Імператора Священної Римської імперії, проте послання були перехоплені поляками.
Через те, що утворена в XV—XVI століттях Московська централізована держава майже постійно перебувала в стані дипломатичного та військового протистояння з Річчю Посполитою, значна частина правлячої еліти якої традиційно орієнтувалася на Францію, католицькі правителі останньої тривалий час уникали встановлення прямих дипломатичних контактів з Москвою.
В 1555 Ганс Шлітте, купець із Саксонії, агент Івана IV Васильовича, прибув у французький двір з ціллю отримання політичної підтримки для Московської держави. Генріх II Валуа відправив з ним у Москву спеціальне послання з пропозицією союзних відносин, проте лист було перехоплено і він потрапив у руки імператора, противника короля Франції в Італійських війнах.
Справжній інтерес до Московщини виявився у Франції лише після публікації в 1607 році праці  Жака Маржерета «Стан Російської держави та Великого князівства Московського», дані якого використовував у «Історії мого часу» (1620) відомий історик Жак Огюст де Ту (1553—1617).
В 1615 році при дворі Людовіка ХІІІ було прийняте посольство Івана Кондирева, зустріч закінчилась невдало, проте все ж поклала початок дипломатичним відносинам між Московщиною і Францією.
Влітку 1668 року проїздом із Іспанії в Парижі побувало московське посольство на чолі з Петром Потьомкіним, що мав аудієнцію у Людовіка XIV та Кольбера, вони обговорювали встановлення взаємовигідних торговельних відносин між двома країнами.
Перше дипломатичне представництво Московщини у Франції з'явилося в 1702 році наказом Петра І, що був зацікавлений в союзі з Людовіком XIV вбачаючи загрозу у зближенні Англії зі Швецією. Відвідування Франції самим Петром І 1717 року сприяло встановленню постійних дипломатичних відносин між країнами, що були перервані лише Великою Французькою революцією.
Занепокоєна пануванням німців при дворі імператриці Анни Іоанівни (1730—1740), французька дипломатія активно сприяла палацовому перевороту 1741 року та сходженню на престол Єлизавети Петрівни, що з юних років симпатизувала Франції та її королю Людовіку XV, за якого її безуспішно намагалися видати заміж. Активну роль в цьому зіграв маркіз де ла Шетарді, виконувач в 1739—1744 роках обов'язки дипломатичного посла при російському дворі. Проте, після того як в 1748 році стараннями канцлера Бестужева близький Шетарді граф Лесток впав у опалу, вплив профранцузької партії помітно слабшає.
Росія відіграла складну роль в Наполеонівських війнах. Росія боролася у війні проти у Другій коаліції. Після того, як Наполеон Бонапарт (пізніше імператор Наполеон І) прийшов до влади в 1799 році, Росія залишалася ворожою і воювала у війнах Третьої та Четвертої коаліцій, які були переможними для Франції і бачила, як французька влада поширюється на Центральну Європу. Це призвело до французького вторгнення у Росію в 1812 році. Це було великою поразкою для Франції і переломним моментом у Наполеонівських війнах, що призвело до зречення Бонапарта та відновлення реставрації Бурбонів. Росія відіграла центральну роль у перемозі над Наполеоном у 1814 році. На Віденському конгресі 1814—1815 років Росія відігравала головну дипломатичну роль як лідера консервативних, антиреволюційних сил. Це влаштовувало Бурбонських царів, які знову правили Францією.

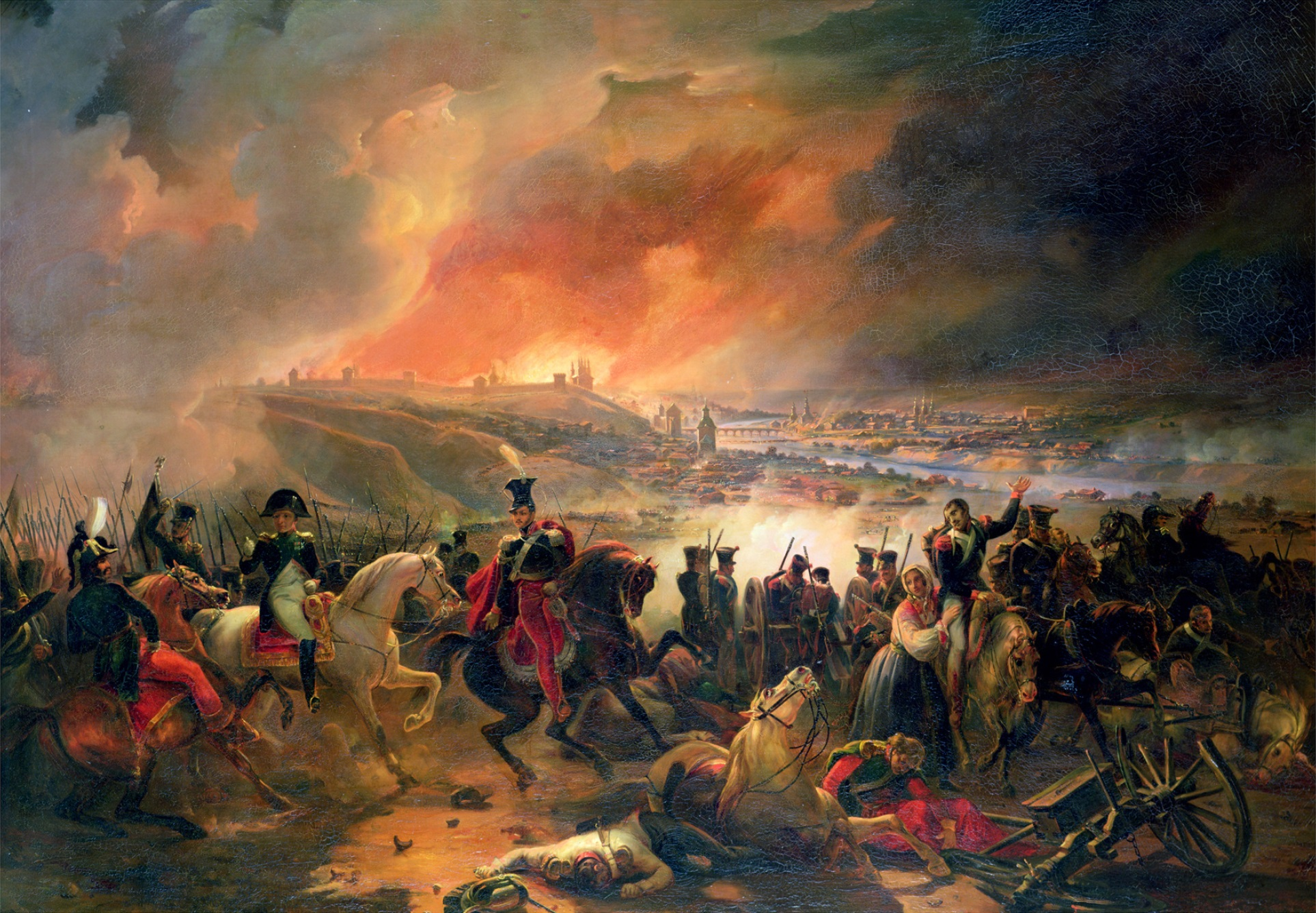
Наполеон і князь Понятовський перед палаючим містом Смоленськ під час французької навали на Росію, 1812 рік

Росія знову стала ворожою, коли в Європі спалахнули революції 1848 року, привівши до влади у Франції Луї-Наполеона Бонапарта (пізнішого імператора Наполеона III). Правитель Росії Микола І мав вороже ставлення до Французької революції та задумував війну проти Франції.  Наполеон III виступав за «політику національностей» (principe des nationalités) або підтримку національних революцій у таких багатонаціональних країнах, як Австро-Угорщина та Османська імперія, чому гаряче протистояв царський режим у Росії. Виклики Франції перед впливом Росії призвели Францію до участі у Кримській війні, завдяки якій французькі війська вторглися на Кримський півострів. Війна закінчилася поразкою Росії.
Французький імператор Наполеон III дуже намагався досягти доброзичливих стосунків з Росією, і йому вдалося це зробити з таємним договором, підписаним у березні 1859 року А. Дж. П. Тейлор каже, що договір 1859 року «був перемогою для Наполеона». Однак, коли в 1863 році спалахнув бунт у Польщі, Франція надіслала Росії ряд записок з вимогами реформ і цим перекреслила договір 1859 року. У Пруссії Отто фон Бісмарк зайняв дружню позицію щодо Росії у Польщі та інших питань і переконався, що коли спалахнула війна між Францією та німецькими державами у 1870 році, Росія була нейтральною державою.

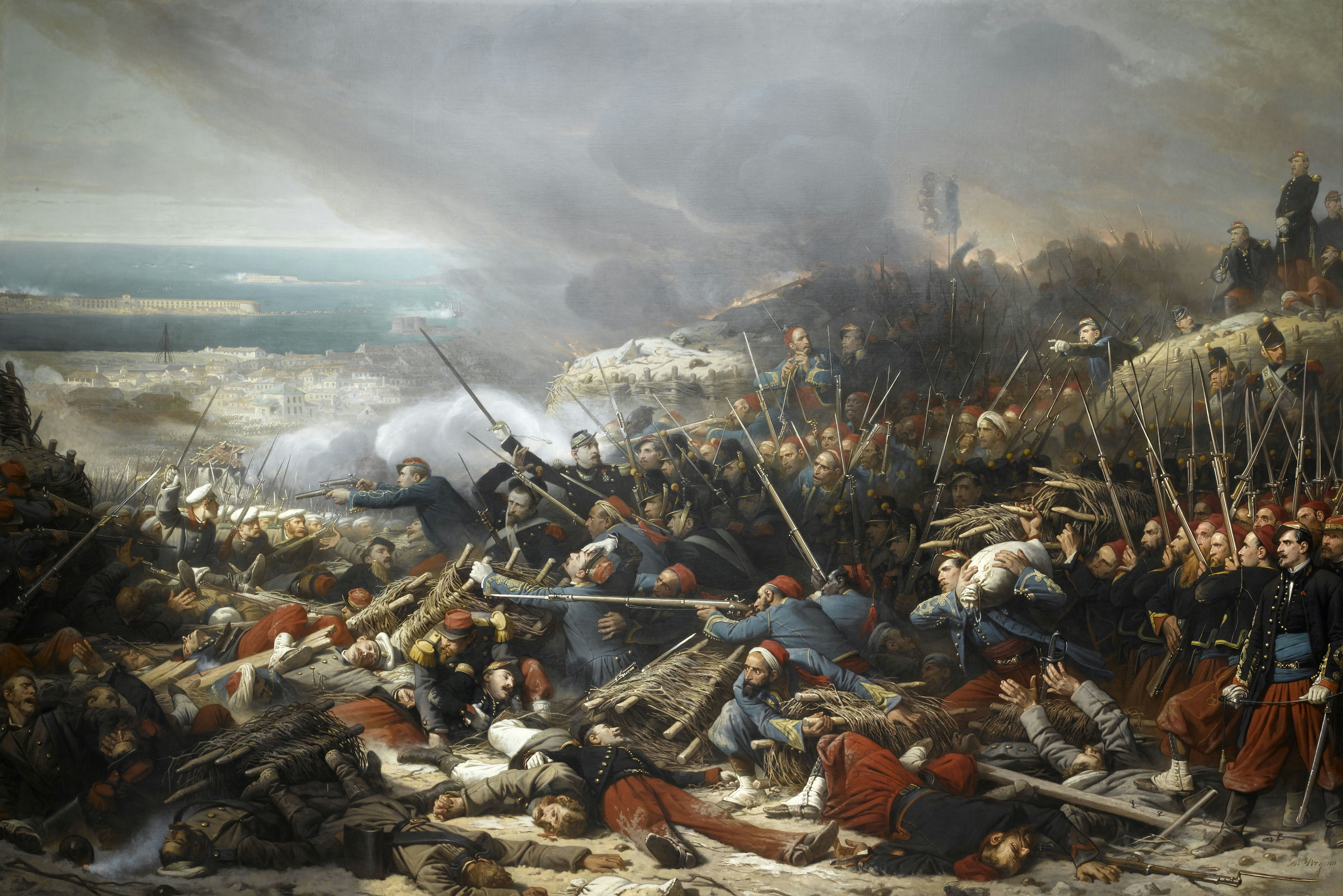
Битва при Малакові під час Кримської війни 1855 року

Зовнішня політика Російської імперії була ворожою до республіканської Франції в ХІХ столітті та дуже пронімецькою. Після поразки у франко-німецькій війні 1870—1871 років французька еліта дійшла висновку, що Франція ніколи не може сподіватися перемогти Німеччину самостійно, а шлях до перемоги буде за допомогою іншої великої держави. Отто фон Бісмарк зробив той самий висновок і наполегливо працював, щоб Франція була дипломатично ізольованою.
Франція була розбита між монархістами з одного боку та республіканцями з іншого. Спочатку республіканці, здавалося, малоймовірно вітали будь-який військовий союз з Росією. Ця велика нація була бідною і не індустріалізованою; все було надзвичайно релігійним і авторитарним, без демократії та свободи для своїх народів. У той час, коли французькі республіканці згуртовувались у справі Дрейфуса проти антисемітизму, Росія була найвідомішим центром у світі антисемітських обурень, включаючи численні вбивчі масштабні погроми проти євреїв. У Франції були проблеми з Італією, яка була об'єднана з Німеччиною та Австро-Угорщиною в Троїстому союзі. Після 1900 року між Францією та Німеччиною виникла загроза війни за спробу Німеччини заперечити французьку експансію в Марокко. Велика Британія все ще перебувала в режимі ізоляції, і після великої угоди 1890 року з Німеччиною це виглядало особливо сприятливо до Берліна. До 1892 року Росія була єдиною можливістю для Франції вирватися із своєї дипломатичної ізоляції. Росія була в союзі з Німеччиною, коли Вільгельм II звільнив Бісмарка в 1890 році і закінчив Договір перестраховки з Росією в 1892 році. Росія дипломатично була одною і їй, як і Франції був потрібен військовий союз, щоб стримувати загрозу німецької сильної армії та військової агресивності. Папа, розлючений німецьким антикатолицизмом, працював дипломатично, щоб зблизити Париж та Петербург. Росія відчайдушно потребувала грошей на побудову залізниць і портів. Німецький уряд відмовився дозволити своїм банкам позичати гроші в Росію, але французькі банки зробили це з радістю. Наприклад, Франція фінансувала важливу транссибірську залізницю. Відкинута Німеччиною, Росія обережно розпочала політику зближення з Францією, починаючи з 1891 року, тоді як французи зі свого боку були дуже зацікавлені в російських пропозиціях спільного союзу.
У серпні 1891 року Франція та Росія підписали «консультативний пакт», де обидві країни погодилися консультуватися один з одним, якщо інша держава загрожує миру Європи. Переговори набирали все більшого успіху, і на початку 1894 року Франція та Росія домовились про франко-російський союз, військову обіцянку вступити разом у війну, якщо Німеччина нападе на будь-кого з них. Альянс мав на меті стримувати Німеччину йти до війни, представляючи їй загрозу війни на двох фронтах; ні Франція, ні Росія не могли сподіватися перемогти Німеччину самостійно, але їх об'єднана сила могла це зробити. Франція остаточно уникнула своєї дипломатичної ізоляції. Альянс був таємним до 1897 року, коли уряд Франції зрозумів, що секретність перемагає його стримувальну цінність. Після того, як Франція була принижена Британією в Фашодському інциденті 1898 року, французи хотіли, щоб альянс став антибританським союзом. У 1900 році у альянс було внесено поправки, де було позначено Велику Британію як загрозу, і було передбачено, що якщо Британія нападе на Францію, Росія вторгнеться в Індію. Французи надали позику, щоб росіяни могли розпочати будівництво залізниці від Оренбурга до Ташкента. Ташкент, в свою чергу, стане базою з якої росіяни вторгнуться в Афганістан, як прелюдія до вторгнення в Індію.

### XX століття

Європейські військові союзи до Першої світової війни

У 1902 році Японія утворила військовий союз з Британією. У відповідь Росія працювала з Францією, щоб відмовитись від угод про зменшення сили військ у Маньчжурії. 16 березня 1902 року між Францією та Росією було підписано взаємний пакт. Пізніше Японія воювала з Росією в російсько-японській війні. Франція залишалася нейтральною в цьому конфлікті.
У 1908—1909 роках, під час Боснійської кризи Франція відмовилася підтримувати Росію проти Австрії та Німеччини. Відсутність французької зацікавленості у підтримці Росії під час кризи в Боснії погіршила франко-російські відносин з імператором Миколою II, що був незадоволений через відсутність підтримки тієї країни, що повинна була бути союзником номер один. Микола ІІ серйозно подумав про відміну союзу з Францією, але його зупинила лише відсутність альтернативи. Подальше з'єднання Франції та Росії було загальним економічним інтересом. Росія хотіла індустріалізуватися, але їй бракувало капіталу, а французи були більш ніж готові позичити необхідні гроші для фінансування індустріалізації Росії. До 1913 року французькі інвестори вклали 12 мільярдів франків у російські активи, зробивши французів найбільшими інвесторами в Російській імперії.
Індустріалізація Російської імперії частково була результатом масового припливу французького капіталу в країну.

#### СРСР: 1917—1941

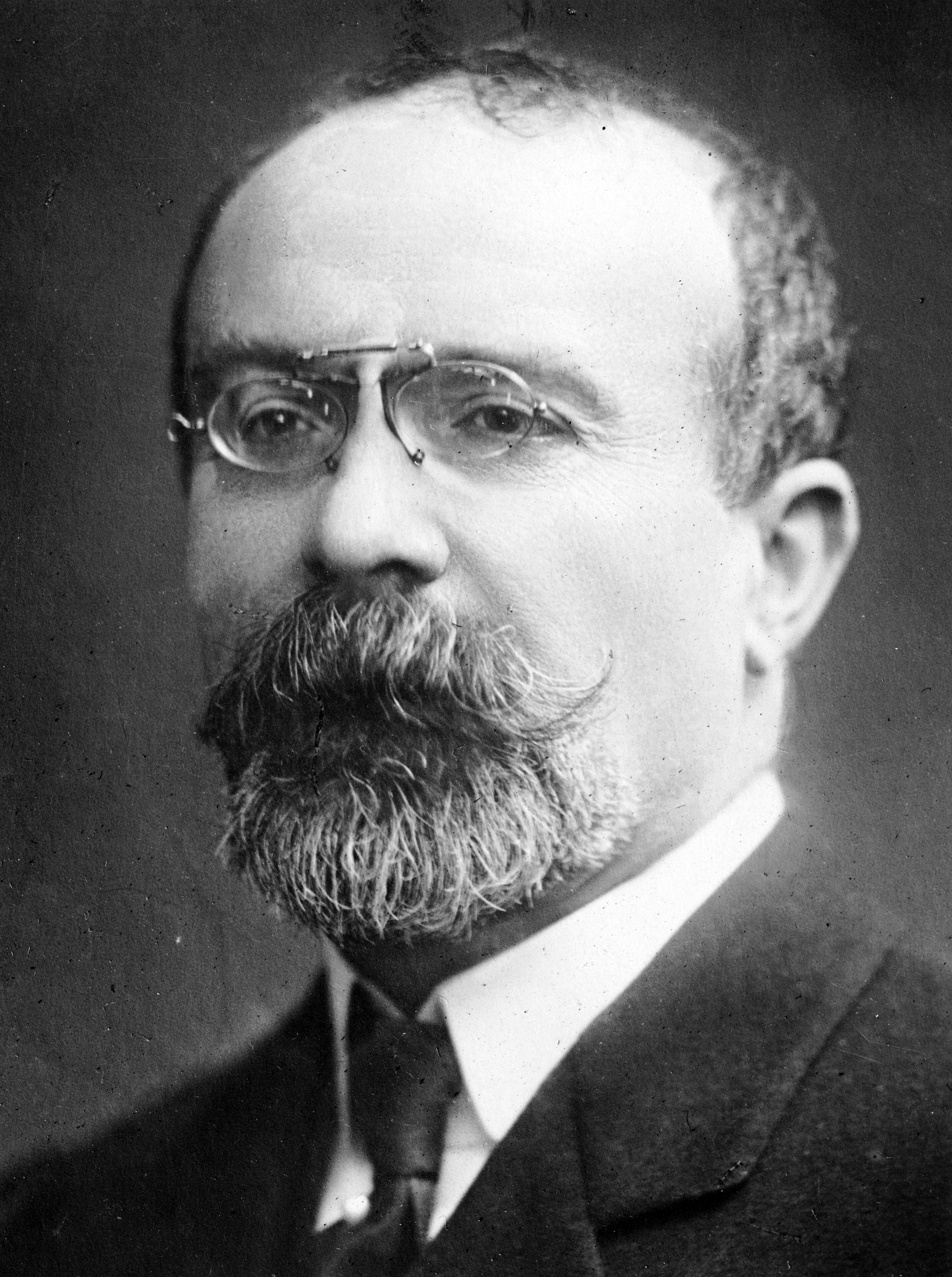
Луї Барту

Більшовики обрали мир з Німеччиною в 1917 році і відмовилися визнавати кредиторські позики. У грудні 1917 року Франція розірвала відносини з Росією та підтримала антибільшовицьку кампанію. Країна підтримував Білу Гвардію в Громадянській війні та Польщу у війні 1920 року. Операції провалилися і Франція перейшла з дипломатії протистояння до режиму стримування комунізму, різко скоротивши контакти. Французький комуніст продовжує відвідувати Москву і пропагує комунізм у Франції, але офіційної присутності заявлено не було.
Історія відносин СРСР і Франції починається від 28 жовтня 1924 року, дня офіційного встановлення дипломатичних відносин між СРСР та Францією. Офіційне визнання Радянський Союз призвело до швидкого зростання комерційних та культурних обмінів. Радянських письменників вітали в Парижі, особливо Максима Горького та Іллю Еренбурга. У свою чергу Москва вшановувала провідних французьких митців.
Швидке зростання влади націонал-соціалістів у Німеччині спонукало Париж і Москву до створення військового союзу, договір був підписаний у травні 1935 року. Твердо вірячи в колективну безпеку, міністр закордонних справ Максим Литвинов дуже наполегливо працював, щоб налагодити тісніші відносини з Францією та Британією. У 1939 році французькі та британські дипломати намагалися укласти військовий союз з Москвою, але німці пропонували набагато кращі умови. Радянсько-німецький пакт серпня 1939 року вказував на рішучий розрив Москви з Парижем, оскільки вона стала економічним союзником Німеччини.

#### СРСР: 1941—1991
Коли Німеччина вторглась до СРСР у 1941 році Шарль де Голль підкреслив, що Вільна Франція підтримує СРСР. У грудні 1944 року де Голль поїхав до Москви. Дві країни підписали договір про союз та взаємодопомогу. Договір був остаточно скасований у 1955 році, після початку холодної війни.
Сталін вважав, що Франція вже не є великою державою, тому де Голль мусив піти на поступки Сталіну, щоб отримати радянську підтримку проти англосаксонського панування. Була надія зробити Францію мостом між Радянським Союзом та англо-американцями. Велика трійка відмовилася признати, що Франція є знову при владі, тому її не запросили на вирішальну Ялтинську конференцію в лютому 1945 року. Настання холодної війни породило нову напругу. Коли де Голль став французьким лідером у 1945 році, він поставив комуністів на другорядні ролі у своєму уряді, блокуючи їх на ключових посадах. Крім того, успішні комуністичні зусилля щодо захоплення влади в Польщі, керовані Сталіним, занепокоювали французів. Коли Рузвельт замінив Гаррі Трумена, Франція все частіше зверталася до американської присутності у Західній Європі, щоб підтримувати баланс сил.
Комуністична партія мала сильний політичний вплив у Франції і перебувала під керівництвом Кремля. Вона залучала підтримку з боку деяких профспілок, від ветеранів антинацистського опору, від художників та інтелектуалів. Комуністи наголошували на антиамериканізмі, щоб заручитися підтримкою в мистецьких та культурних спільнотах. Пабло Пікассо був відвертим антиамериканським комуністом. У 1947 році Французька Комуністична партія, з допомогою спекуляцій зайняла високе становище і були прогнози, що вона може прийти до влади. Однак радянська тактика сильної зброї та Східна Європа в поєднанні з сильною опозицією ключових урядовців Франції зламали владу Комуністичної партії та направили її в низхідну спіраль.
Деколонізація французької колоніальної імперії дала Москві можливість надати пропагандистську підтримку для антиколоніальних винищувачів, а також зброю, особливо в Алжирі та В'єтнамі. це обурило французів.
В 1949 році Франція стало одною із держав-засновників НАТО, що ставив на меті протистояти експансії СРСР.
Офіційну політику уряду підтримували США та НАТО. Коли де Голль повернувся до влади в 1958 році, відносини з Москвою покращилися. Де Голль не довіряв США, що обіцяла використовувати ядерну зброю на захист Франції, тому вона створила свою власну. Для підвищення світового престижу, Франція намагалася стати посередником між Москвою та Вашингтоном.
У травні 1960 року де Голль провів саміт у Парижі між радянським лідером Микитою Хрущовим та лідерами НАТО. Саміт працював погано. Тоді де Голль відійшов від НАТО, щоб більше зосередитись на Європі як незалежному акторі. Він зменшив залежність від американських військових через те, що холодна війна загострювалася між Вашингтоном та Москвою. Франція ніколи офіційно не виходила з НАТО, але де Голль різко скоротив свої військові зобов'язання у 60-х роках.
У 1963 році в Парижі був заарештований громадянський співробітник НАТО Жорж Пак, що був, на думку деяких найбільшим радянським шпигуном, що коли-небудь був затриманий у Франції.
У 1966 році відбулося потепління у стосунках між СРСР та Францією. Та візит де Голля у Москву.
Відносини сильно постраждали від радянської навали на Чехословаччину в 1968 році та відмови від комунізму численними художниками та інтелектуалами. Радянський прем'єр-міністр Михайло Горбачов здійснив візит до Франції у жовтні 1985 року, щоб послабити напругу у франко-радянських відносинах. Проте Франція продовжувала свою співпрацю з НАТО, що унеможливлювало тісніші контакти з комуністичним СРСР.
У 1983 році, внаслідок діяльності Володимира Ветрова, що передав надзвичайно важливу інформацію про радянську програму викрадання західних технологій у НАТО, у квітні з Парижу були вислані 47 радянських дипломатів, журналістів та інших працівників.

### Після 1991

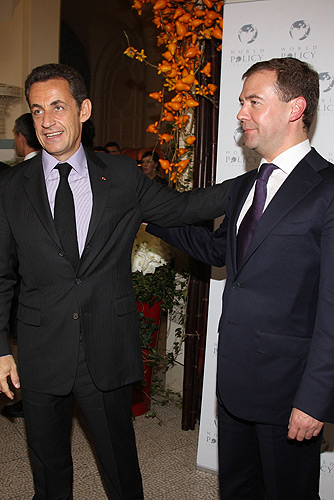
Президент Росії Дмитро Медведєв (праворуч) та президент Франції Ніколя Саркозі (ліворуч) у 2008

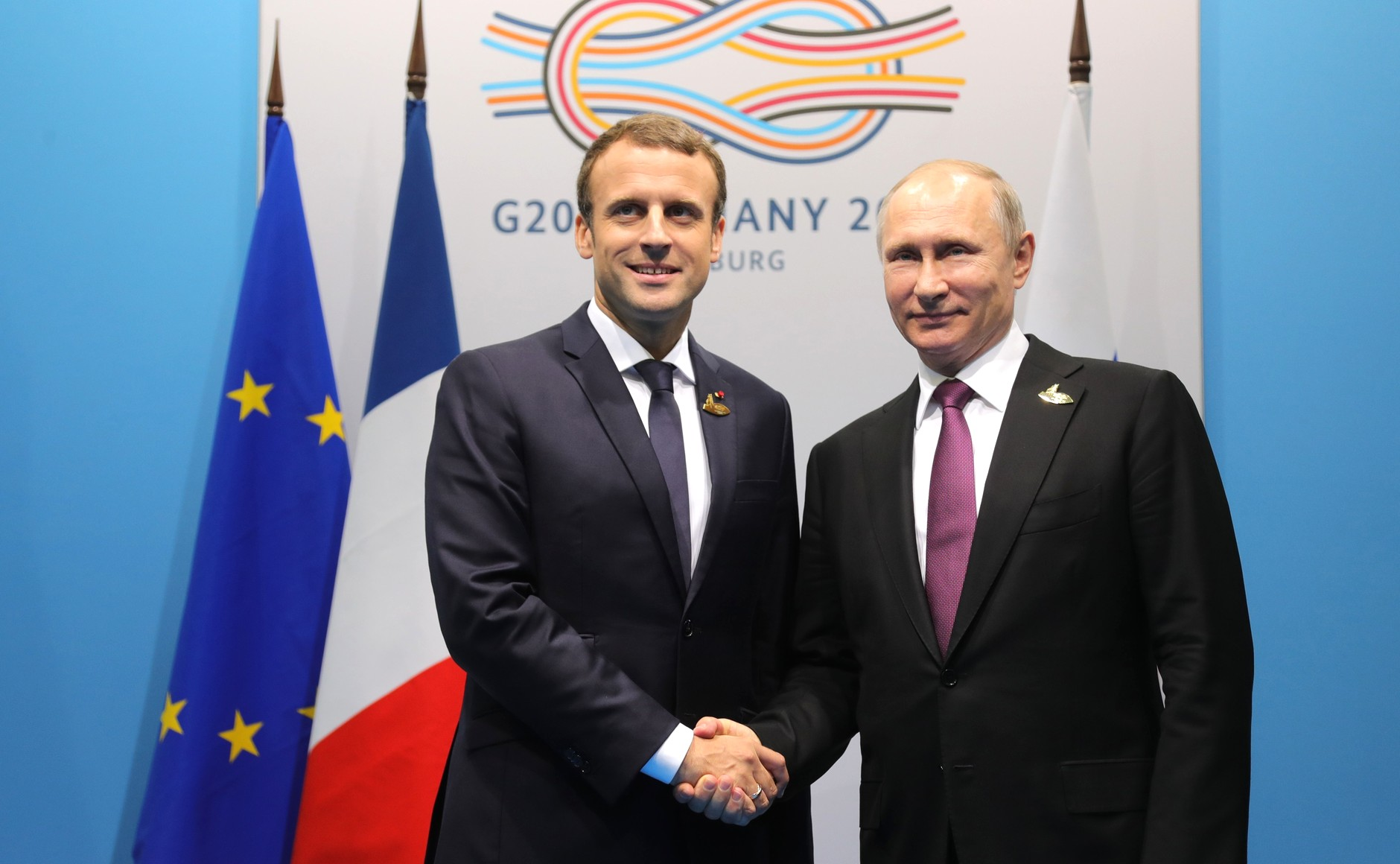
Президент Росії Володимир Путін та президент Франції Еммануель Макрон зустрічаються в Гамбурзі, Німеччина, в липні 2017

СРСР розпався, політика комунізму потерпіла крах. Відносини між Францією та Росією значно потеплішали. 7 лютого 1992 Франція визнала Росію правонаступницею СРСР та підписала двосторонній договір. У ньому закріплюється прагнення двох країн розвивати «нові відносини згоди, засновані на довірі, солідарності та співробітництві». Динаміка двосторонніх відносин була позитивною, проте багато в чому засновувалась на особистих відносинах Б. Єльцина з президентами Франції Ф. Міттераном та Ж. Шираком.
Наприкінці 1990-х помітно погіршилися відносини, що зумовлювалося двома головними проблемами — критикою Парижа відносно військової операції в Чечні та проблемою російських боргів Франції. Приблизно з 2000 відносини набули більш конструктивного характеру, особливо зблизилися позиції Франції та РФ у 2003, коли дві держави різко висловилися проти операції США в Іраці.
Відносини між РФ та Францією активно розвивалися в багатьох областях, що виражалося в активних взаємних візитах вищих осіб обох держав. Співробітництво в сфері оборони було одним із пріоритетних напрямків, його регулювали наступні документи:
- Погодження про співробітництво в області безпеки (4 лютого 1994);
- Декларація про створення французько-російської комісії прем'єр-міністрів (15 лютого 1996);
- Французько-російсько-німецьке погодження відносно використання в мирних цілях збройного плутонія (2 червня 1998);
- Погодження про створення російсько-французької Ради співробітництва щодо питань безпеки (8 липня 2002);

Незадовго до обрання президентом, Ніколя Саркозі негативно ставиться до Росії, в інтерв'ю The Best of Worlds у листопаді 2006 року він оголосив, що не потисне руки, «заплямовано кров'ю чеченців». У жовтні 2007, за декілька днів до свого першого офіційного візиту до Москви, він описав Росію, як «країну, яка ускладнює вирішення великих світових проблем».
У 2008 під час російсько-грузинської війни Ніколя Саркозі долучився до миротворчого процесу з питань мирного врегулювання конфлікту, він запропонував шість пунктів плану з мирного врегулювання. Ця угода отримала назву «план Саркозі», в Росії її назвали «план Медведєва-Саркозі». Москва не вступала в прямий переговорний процес з Тбілісі, бо там обрали шлях ігнорування Михайла Саакашвілі. Всі перемовини фактично проводилися за посередництва французької сторони. Проте, план Саркозі де-факто не виконувався Росією.
Президент був змушений ще раз вести переговори з Росією, що відверто ігнорувала підписану угоду. Попри засудження дій Москви, Європа неготова до жорстких дій, тому Ніколя Саркозі був змушений змінювати угоду уже під диктовку Кремля.
15 жовтня 2008 року в Женеві повинні початися міжнародні дискусії з приводу Південній Осетії і Абхазії. Французький президент ще раз заявив, що ЄС засуджує одностороннє визнання незалежності Південної Осетії і Абхазії. «Не Росії вирішувати, якими повинні бути межі Грузії», — сказав президент Франції.
Однією з найважливіших новин став продаж Франції універсальних десантних кораблів типу «Містраль» до Росії. Угода, що була підписана у 2010 році стала першою великою угодою щодо озброєння між Росією та Західним світом з часів Другої Світової війни. Угода піддавалася критиці через нехтування інтересами з питань безпеки Польщі, України, країн Балтії, Грузії.
До Сирійського повстання франко-російські відносини загалом покращувалися. З 2014 року відносини змінилися. 21 березня 2014 року, в розпал подій в Україні, викликаних нападом Росії, міністр оборони Жан-Ів Ле Дріан оголошує про припинення французько-російського військового співробітництва, у той час, як Європейський Союз вживає санкції проти Росії. Проте, незважаючи на усі події, доставку кораблів типу «Містраль» не скасували, а наприкінці червня 2014 року Сен-Назер виїхало 400 російських моряків на навчання, яке тривало чотири місяці.
Однак з вересня 2014 року, ситуація в Україні підштовхує президента до припинення доставки кораблів типу «Містраль». Президент уточнив, що контракт не є розірваним, але умовою для подальшої передачі є врегулювання ситуації на сході України. У грудні французька сторона заявила, що «якщо необхідні умови не складуться, то вони ніколи не доставлять Росії ці кораблі». Російська сторона заявила, що у випадку відмови, вони вимагатимуть компенсацію. Протягом літа 2015 року було вирішені питання, щодо розірвання контракту та виплату компенсації.
Частина UMP традиційно висловлюють свою підтримку Росії, включаючи Ніколя Саркозі. Таким чином, Франсуа Фійон кілька разів зустрічався з Володимиром Путіним з 2012 року. 7 лютого 2015 року Саркозі на з'їзді партії СНР підтримав анексію Криму Росією і заявив, що Україна має «бути мостом між Росією та Європою» і «її призначенням не є членство у Євросоюзі».
23 липня французькі депутати з партії Саркозі відвідали окупований Крим й закликали зняти санкції проти Росії, що стало справжнім скандалом. Вчинок депутатів був засуджений навіть МЗС Франції. Саркозі не лише підтримав вчинок депутатів, а й не виключив, що сам в майбутньому поїде до Криму.
Франція та Росія були атаковані ісламістською групою ІДІЛ. У відповідь Франсуа Олланд та Володимир Путін домовились про співпрацю між собою у боротьбі з терористичною організацією. Президент Франції закликав міжнародне співтовариство об'єднати «всіх, хто реально може боротися проти цього тероризму, у коаліції».
Французька преса підкреслила, що ІДІЛ є першим спільним ворогом, проти якого Франція та Росія борються плечем до плеча після Другої світової війни. Російська газета нагадала, що «Друга світова війна змусила Західний світ і Радянський Союз подолати свої ідеологічні розбіжності», задаючись питанням, чи буде ІДІЛ «новим Гітлером».

### Після російського вторгнення в Україну

Франція з травня 2024 перебуває в «Списку недружніх країн» Росії (червоний). Країни та території зі списку ввели санкції проти Росії або приєдналися до них.

Після початку російського вторгнення в Україну у 2022 році Франція, як одна з країн ЄС, запровадила санкції проти Росії, а Росія внесла всі країни ЄС до списку «недружніх держав». 5 червня 2022 року міністр фінансів Франції Бруно ле Мер заявив, що Франція зараз веде переговори з Об’єднаними Арабськими Еміратами, які мають намір замінити імпорт російської нафти через введення заборони Європейського Союзу.
Відтоді як Макрон прийшов до влади у Франції, російсько-французькі відносини перебувають у глухому куті. За словами Макрона, "війна триватиме", і він закликав французів "готуватися до сценарію, коли ми всі повинні обійтися без російського газу". Уряд Макрона закликав до «плану тверезості» для економії енергії, а не для покращення дипломатичних відносин з Російською Федерацією.

## Французькі спецслужби в Росії
У 1980 році розвідувальна служба Франції завербувала офіцера КДБ Володимира Ветрова як подвійного агента.

## Російські спецслужби у Франції
Під час холодної війни російські активні заходи орієнтувались на французьку громадську думку. Опитування того часу вказують на успіх, демонструвався більший рівень французької підтримки Радянському Союзу, ніж США.
За даними французьких джерел контррозвідки у 2010 році, російські шпигунські операції проти Франції досягли рівнів, яких не спостерігалося з 1980-х.

### Наукові відносини
Франко-російське наукове співробітництво в області біології та медицини стало особливо активним під керівництвом Луї Пастера  (1822—1895), видатного французького вченого. Російські вчені успішно співпрацювали з Паризьким інститутом Пастера, в тому числі Виноградський Сергій Миколайович, Андре Львов.
З нагоди святкування 100-ліття з дня народження Луї Пастера в 1923 році велика кількість наукових лабораторій були названі «Пастером» у СРСР. В Санкт-Петербурзі (тоді Ленінград) біло створено Інститут епідеміології та мікробіології ім. Пастера, який в 1993 році приєднався до Міжнародної мережі пастерівських інститутів (RIIP), в теперішньому часі названий Інститутом епідеміології та мікробіології Санкт-Петербурга.
Дослідження чуми і засобів боротьби з нею під час третьої пандемії в Росії/СРСР — Центральної Азії (кінець ХІХ-ХХ ст.) є прикладом об'єднання міжнародних наукових зусиль.

## Постійні дипломатичні представництва
У Франції є посольство в Москві та генеральні консульства в Санкт-Петербурзі та в Єкатеринбурзі.
Росія має посольство в Парижі та генеральні консульства в Марселі та Страсбурзі.